# Datumspunkt
Datumspunkte (von lateinisch datum ‚(an)gegeben‘; PPP zu dare ‚geben‘) dienen in der Geodäsie und Hydrologie als Ersatz für die Bezugshöhe eines an der Meeresküste installierten Pegels.
Wenn ein Land große Ausdehnung hat oder ein Binnenstaat ist, so sind die Höhenbestimmungen der Landesvermessung im Landesinneren benachteiligt, weil die Höhennetze (Nivellements) mit zunehmender Strecke der Fehlerfortpflanzung unterliegen. Daher werden die Netze so angelegt, dass sich die Ausgleichsrechnung in der Landesmitte auf einen zentralen Höhenfestpunkt stützen kann, der von mehreren Seiten her gut in das Netz eingebunden ist.
Der Datumspunkt muss in einer geologisch stabilen Region liegen und wird durch Sicherheitsmarken oder Turmbolzen im näheren Umkreis vor Verlust oder sonstigen Änderungen abgesichert.
In Mitteleuropa sind bekannte Datumspunkte
- in Berlin (für das frühere Preußen),
- in der Schweiz an dem großen erratischen Felsblock Repère Pierre du Niton im Genfersee,
- in Österreich am Hutbiegl bei Horn (Waldviertel), einem Berg im Granitmassiv der Böhmischen Masse.

Durch gute Verteilung der Datumspunkte und Vernetzung mit den verschiedenen Pegeln können auch im Innern von Kontinenten die vertikalen Erdkrustenbewegungen genau erfasst werden und ihre geodynamischen Ursachen erforscht werden. In Mitteleuropa betragen sie im Mittel zwischen etwa +2 mm und −2 mm pro Jahr, wobei im Hochgebirge der positive Anteil überwiegt – ein Hinweis auf die anhaltende Gebirgsfaltung.